# Mészáros Ferenc (miniszteri tanácsos)
Mészáros Ferenc (Zimony, Szerém vármegye, 1825. április 16. – Budapest, 1878. február 18.) bölcseleti doktor, bencés szerzetes, miniszteri tanácsos.

## Élete
Zimonyban született, ahol apja orvos és a vesztegzár igazgatója volt. Gimnáziumi tanulmányait Budán kezdte és 1841-ben Veszprémben végezte. A pannonhalmi bencéseknél mint papnövendék négy évet töltött, eközben 1845 júliusában a pesti egyetemen bölcseleti doktor lett. A szerzetből azonban kilépett, és jogi tanulmányait Egerben folytatta.
1847-ben a pozsonyi országgyűlésen joggyakornok volt, 1848. március 30-án pedig Pozsonyban ügyvédi oklevelet nyert. Október 9-én a magyar honvédséghez hadbíró hadnaggyá nevezték ki, és e minőségében 1849 augusztusáig szolgált. 1850-től 1854-ig Egerben a megyefőnökségnél fogalmazó volt, 1854-ben a kiskunfélegyházi kapitányságnál mint tollnok szolgált. 1855-től 1860-ig Móron segédszolgabyró, 1860-ban pedig Nagykátán szolgabíró volt.
Az abszolút kormánynak megingásakor 1861-ben a magyar királyi helytartóság a központba rendelte és ugyanazon évben Pilis-járási főszolgabírónak helyettesíttetett 1862-ben a helytartóságnál titkár lett, ahol a tanügyi osztályba osztatott be. 1867-ben a vallás- és közoktatási minisztériumhoz titkárrá, 1868-ban osztálytanácsossá nevezték ki, ahol a közép- és felsőbb iskolai ügyek előadója volt. 1867-ben az országos középtanodai tanáregylet rendes tagja lett, melynek választmányi üléseiben tevékenyen részt vett. 1873. július 9-én miniszteri tanácsosi címmel és jelleggel ruházták fel.
A tanári fizetések szabályozása, a műegyetemnek, a jogakadémiának, a reáliskoláknak újjászervezése, a kolozsvári egyetemnek, a középiskolai tanárképzőnek, az egyetemi könyvtárnak, a vegytani és élettani intézeteknek, a sebészi klinikának fölállítása az ő érdemei közé sorolható. 1877-ben a miniszter a középiskolai tanügy vezetését elvette tőle, és ezután csak a felsőiskolai ügyeket vezette.

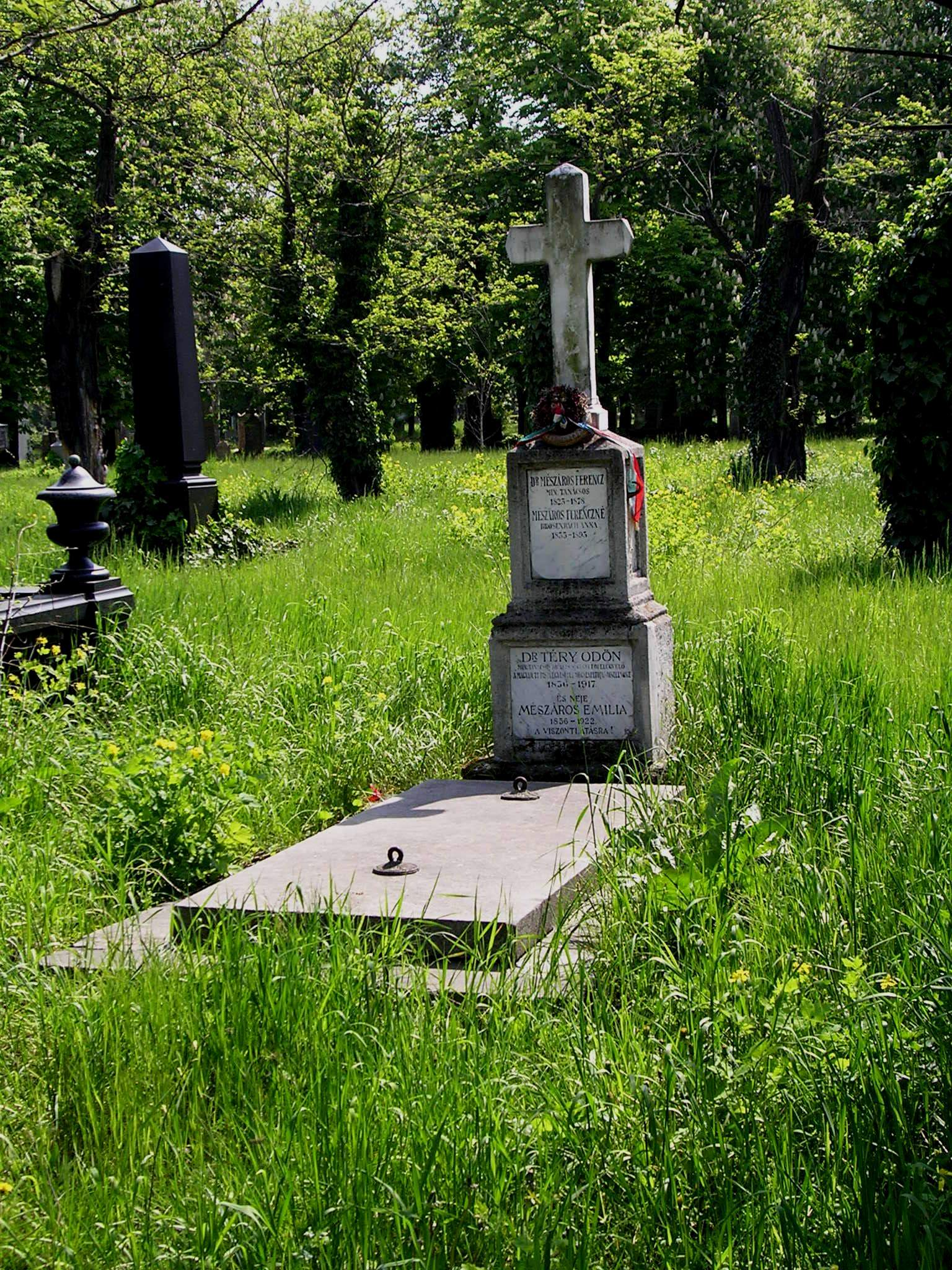
Feleségével, leányával és sógorával, Téry Ödönnel közös sírja a Fiumei úti sírkertben (9/2-1-41/42)

## Házassága és leszármazottjai
Feleségül vette a nemesi származású Brosenbach Annát (1835 – Budapest, 1893. december 25.), akinek a szülei Brozenbach Károly egri lakos hadbiztos és Salvadori Virginia Rozália asszony voltak. 1841. május 21-én V. Ferdinánd magyar király indigenátust (magyar nemességet) adományozott Brosenbach Károlynak és családjának. Mészáros Ferencné Brosenbach Anna fivérei: Brosenbach Vilmos (1824–1857), 1848-as honvéd főhadnagy az 52. honvédzászlóaljban, valamint Brosenbach Ágoston (1837–1898), m. kir. pénzügyi ügyész.
Mészáros Ferenc és Brosenbach Anna frigyéből született:
- Mészáros Emília Virginia Erzsébet (Mór, 1855. augusztus 4.). Férje: Téry Ödön orvos, a magyar turistamozgalom egyik megalapítója.

## Munkája
- A magyarországi kath. gymnasiumok története. A gymnasiumi tanügy általános történetének vázlatával, különös tekintettel az iskolai és összes ösztöndíji alapítványokra, hiteles kutfők után. Buda, 1865